# 帕里什維爾 (紐約州)
帕里什維爾（英語：Parishville）是一個位於美國紐約州聖羅倫斯縣的鎮。

## 人口
根據2020年美國人口普查的數據，帕里什維爾的面積為262.70平方千米，當中陸地面積為254.11平方千米，而水域面積為8.59平方千米。當地共有人口2038人，而人口密度為每平方千米8人。